# شب‌پره خرنوب
شب‌پره خرنوب یا کرم گلوگاه انار (نام علمی: Ectomyelois ceratoniae) نام گونه از راسته پروانه‌سانان است.
ابن حشره یکی از حشرات انباری محسوب می‌شود که هرساله خسارت‌های به انبارهای خشکبار وارد می‌کند.
از آنجایی که بیشتر در شب پرواز و فعالیت می‌کند جزء شب‌پره‌ها محسوب می‌شود. لارو این آفت روی پسته، گردو، انجیر، بادام زمینی، خرمای خشک، کشمش و میوهای خشک زندگی می‌کند. آستانه حداقل حرارتی شب‌پره خرنوب ۹/۵ درجه سانتی‌گراد و مجموع نیاز حرارتی برای دوره زندگی این حشره ۷۶۹ درجه روز محاسبه شده‌است.